# 라틴 문학
고대 라틴문학은 라틴어(차이점 중세 라틴어)로 쓴 문학을 말한다. 고대 라틴 문학은 시대적으로 기원전 6세기 초에서 시작하여 기원후 4세기 초, 로마 제국이 동서로 분열될 때까지 약 800년에 걸쳐서 고대 그리스 문학을 모체로 발전하였다. 이 발전 과정은 다음과 같이 시대적으로 구분해 볼 수 있다.

## 역사
로마 문학(라틴 문학)은 기원전 3세기에 헬레니즘 문학의 강력한 영향하에 비롯된다. 그 이전에도 구송(口誦)에 의한 영웅가요나 소극류가 있긴 했으나 이들은 너무 유치하고 조잡하여 세련된 그리스 문학의 유입에 저항할 길이 없었고 그 후의 문학발달에도 아무런 도움이 되지 않았다. 따라서 로마 문학은 발생 시초부터 그리스 문학을 전면적으로 계승할 운명이었다. 로마는 전쟁을 통해 헬레니즘 세계를 점차적으로 수중에 넣는 과정에 있어 동시에 그리스 문화를 적극적으로 섭취했다. 로마 문학 발생의 직접적 계기가 된 것은 남이탈리아의 그리스 식민도시 타렌툼의 정복(기원전 272)으로 그때 노예로 끌려간 그리스의 소년 안드로니쿠스가 얼마 후 로마에서 호메로스의 <오디세이아>를 라틴어로 옮긴 것이 로마 문학의 제1작이 되었다. 특히 제1차 포에니 전쟁의 국민적 승리(기원전 241)에 의한 로마인의 물질생활의 여유는 고급문예의 출현을 촉구했고 다음해 개최된 '로마제'에서 상연된 안드로니쿠스 번역의 그리스극(劇) 성공은 연극시대의 단서를 열어 후에 2대 희극작가 플라우투스와 테렌티우스를 낳게 했다. 그 후 그리스 문학의 단순한 모방 추종에서 탈피한 로마 문학은 제재와 장르 및 정신에 있어 점차적으로 독자성을 발휘했다. 로마적 제재의 연극, 플라에테쿠스타 비극 및 토가타 희극은 과히 성공하지 못했으나 엔니우스는 로마 역사를 서사시로 읊어 '로마 문학의 아버지'로 불렸고 그가 창시한 사투라(풍자시)는 로마만의 장르로서 루킬리우스에 의해 확립되었다. 산문가인 카토(기원전 234-기원전 149)는 로마의 그리스화를 꺼려 로마 본래의 정신으로 돌아갈 것을 완고하게 주장했다. 그러나 대세는 헬레니즘화의 방향으로 흘러 그리스적 교양이 높은 상류 인텔리층이 점차 늘어남에 따라 문학은 더욱 세련되어 라틴어도 문학어로서 발달하면서 마침내 기원전 1세기 황금시대를 맞이하게 된다.

## 극 문학

### 희극
- 그나이우스 나이비우스
- 플라우투스
- 테렌티우스

### 비극
- 세네카

## 시

### 서사시
- 베르길리우스
- 루카누스
- 발레리우스 플라쿠스

### 서정시

#### 애정시, 전원시
- 오비디우스
- 카툴루스
- 티불루스
- 베르길리우스

#### 송시 (Epodos)
- 호라티우스

#### 풍자시 (Satura)
- 호라티우스
- 페트로니우스
- 유베날리스

#### 경언시 (Epigramma)
- 마르티알리스

#### 철학시
- 루크레티우스

## 산문
가계(家系)와 선조의 공적을 자랑하는 로마인에게는 자기 나라의 역사를 자랑하는 기풍도 강했다. 기원전 3세기 그리스인 안드로니코스가 호메로스의 오디세이아를 번역한 후에 비로소 라틴어의 본격적 서사시가 탄생했는데, 그것은 엔니우스의 『연대기』였다. 또한 제2차 포에니 전쟁때쯤, 파비우스와 픽토르는 로마의 입장을 선전하기 위하여 그리스어로 최초의 『역사』를 썼다. 파비우스를 포함해서 정치가가 문화인으로서 활약하는 예가 드물지 않았다. 가장 유명한 것은 제3차 포에니 전쟁의 승리자 스키피오로서, 철학자 파나이티오스, 역사가 폴리비오스 등의 그리스인과 친교를 맺어 로마 일류의 지식인 살롱을 형성하고 있었다.헬레니즘의 유입에 대해서 그 개인주의가 로마의 전통적 미덕을 파괴한다는 비판의 소리도 뿌리깊었다. 감찰관 카토가 그리스의 철학자 카르네아데스에게 로마 퇴거를 명령하고, 원로원이 민중의 바쿠스 제의를 금한 것은 헬레니즘화 풍조에 대한 반발이다.실용성을 존중하는 로마인은 변론을 중시하였고, 나아가서 변론을 통하여 철학을 깊이 이해했다. 또한 마치 명연설을 듣는 것과 같은 문장을 최상의 명문으로 생각하게 되어, 간결하고 알기 쉬운 라틴 산문이 탄생했다. 대표적 웅변가 키케로는 변론에 손질을 가하여 널리 ‘읽히기’ 위한 작품을 많이 남겼다. 변론에 대한 강한 관심도 작용하여 로마인은 연극을 좋아했다. 이미 기원전 2세기에 플라우투스, 카이킬리우스, 테렌티우스가 아티카 희극을 본떠서 로마 희극을 만들었다.

### 웅변
공화정 말기를 장식하는 변론 무대는 주로 법정과 민회였다. 정적의 고발, 피고의 변호, 민회에서의 법안 설명, 선동 등 변론은 실용적 기능이었다. 그러나 예를 들어 카이사르 정도의 실리주의자가 변론의 제1인자가 아니었던 것을 유감으로 생각하듯이, 변론은 단순한 기능 이상으로 교양이나 학식을 알려주는 척도였다. 키케로(전 106 전 43)에 이르러서는 변론(즉 학식)에 의한 지배조차 꿈꾸었다.그의 웅변은 「카틸리나 탄핵 연설」에 의해 ‘국부(國父)’의 영예를 가져오지만, 「필리피카이」(안토니우스 탄핵연설)는 그의 죽음의 원인이 되었다. 키케로에게는 연설 형식의 시론(時論) 「베레스 탄핵」이 있다. 그러나 키케로뿐만 아니라 정치적 선전문서를 만드는 사람은 많았고, 그 중에서 카이사르의 「갈리아 전기(戰記)」가 생겨났다.
- 키케로

### 역사
율리우스 카이사르의 문체는 알기 쉽고 분명하며 긴장감이 있고 힘차다. 불리한 사실을 생략하기 위해 간결한 말을 쓰고, 3인칭(카이사르는…했다)을 즐겨 써서 객관적인 인상을 풍기고, 암암리에 자기 선전·자기 변호에 힘썼다. 「갈리아 전기」는 라틴어 산문의 걸작으로 되어 있다. 그러나 객관성과 성찰의 완성은 역사가 살루스티우스의 작품들이다(「카틸리나 음모」「유구르타 전쟁」 「역사(歷史)」). 조국에 해를 끼치는 사람들에게 대한 노여움, 그리고 냉엄한 현실을 직시함으로써 생긴 산문은 타키투스(55? 117?)의 모범이 되었다.시詩 혼란한 시대에 마음의 평화를 구하는 사람이 나타나는 것은 이상한 일이 아니다. 에피쿠로스 학파의 루크레티우스(전 94? 후 55)는 철학시 「사물의 본질에 관하여」에서 무력한 기성 종교를 통박했다. 그러나 시끄러운 세상에 ‘로마에서 제일가는 민감한 시인’(테니슨의 평)인 카툴루스(전 84? 후 54?)가 나타난 것은 하나의 경이이다. 22세 때 약 10세 연상의 유부녀인 클로디아를 알게 되어, 미모의 여인에 대한 열렬한 사랑, 그리고 그로 인한 질투와 절망을 시로 표현한 것이다(『시집』).
- 율리우스 카이사르
- 리비우스
- 살루스티우스
- 타키투스
- 카토 I

#### 철학
공화주의자 카토(전 95 후 46)는 죽는 순간까지 플라톤을 읽었다. 키케로는 플라톤에게서 배웠으며 대화 형식의 철학논문(「우정론」 「국가론」 등)을 썼다. 놀라운 것은 그리스로부터 배우려는 태도였으며, 백과전서적 지식인 테렌티우스 바로의 방대한 저서 『라틴어론(論)』 『농업론』 등이 그것을 잘 나타내고 있다.
- 키케로
- 세네카
- 무소니우스

#### 서한
- 키케로
- 호라티우스

## 같이 보기
- 중세 라틴어
- 근대 라틴어